# Kuma-Kōgen-Observatorium
Koordinaten: 33° 40′ 36,17″ N, 132° 56′ 22,82″ O
Das Kuma-Kōgen-Observatorium (jap. 久万高原天体観測館, Kumakōgen tentai kansokukan, engl. Kuma Kogen Astronomical Observatory) ist ein Observatorium in der Kleinstadt Kumakōgen in der Präfektur Ehime, Japan. Es ist Teil des Kumakōgen Furusato Ryokōmura (久万高原ふるさと旅行村, dt. „Heimat- und Ausflugsdorf Kumakōgen“), zu dem auch die Holzburg Seiten-jō (星天城, wörtlich: „Sternenhimmelburg“) gehört.
Ein Planetarium mit 40 Sitzplätzen ist an das Observatorium angeschlossen, in dem tagsüber 30-minütige Vorstellungen laufen.
Das Hauptinstrument ist ein Newton-Teleskop mit 60 cm Öffnung und 2,7 m Brennweite. Der bekannteste Mitarbeiter des Observatoriums ist Akimasa Nakamura.